# Banksia
Banksia is een geslacht van ongeveer 170 plantensoorten uit de familie Proteaceae. De soorten komen voor in Australië en op het eiland Nieuw-Guinea. Deze planten zijn gemakkelijk te herkennen aan hun karakteristieke bloemaren en vruchtvormige 'kegels' en hoofden. Wat grootte betreft, variëren de soorten uit het geslacht van houtige uitgestrekte struiken tot 30 meter hoge bomen. Ze zijn meestal te vinden in een breed scala van landschappen, maar niet in de Australische woestijnen.
De botanische naam Banksia is ontleend aan de Britse botanicus Joseph Banks.

## Soorten
- Banksia acanthopoda (A.S.George) A.R.Mast & K.R.Thiele
- Banksia aculeata A.S.George
- Banksia acuminata A.R.Mast & K.R.Thiele
- Banksia aemula R.Br.
- Banksia alliacea A.R.Mast & K.R.Thiele
- Banksia anatona (A.S.George) A.R.Mast & K.R.Thiele
- Banksia aquilonia (A.S.George) A.S.George
- Banksia arborea (C.A.Gardner) A.R.Mast & K.R.Thiele
- Banksia arctotidis (R.Br.) A.R.Mast & K.R.Thiele
- Banksia armata (R.Br.) A.R.Mast & K.R.Thiele
- Banksia ashbyi Baker f.
- Banksia attenuata R.Br.
- Banksia audax C.A.Gardner
- Banksia aurantia (A.S.George) A.R.Mast & K.R.Thiele
- Banksia baueri R.Br.
- Banksia baxteri R.Br.
- Banksia bella A.R.Mast & K.R.Thiele
- Banksia benthamiana C.A.Gardner
- Banksia bipinnatifida (R.Br.) A.R.Mast & K.R.Thiele
- Banksia biterax A.R.Mast & K.R.Thiele
- Banksia blechnifolia F.Muell.
- Banksia borealis (A.S.George) A.R.Mast & K.R.Thiele
- Banksia brevidentata (A.S.George) K.R.Thiele
- Banksia brownii Baxter ex R.Br.
- Banksia brunnea A.R.Mast & K.R.Thiele
- Banksia burdettii Baker f.
- Banksia caleyi R.Br.
- Banksia calophylla (R.Br.) A.R.Mast & K.R.Thiele
- Banksia candolleana Meisn.
- Banksia canei J.H.Willis
- Banksia carlinoides (Meisn.) A.R.Mast & K.R.Thiele
- Banksia catoglypta (A.S.George) A.R.Mast & K.R.Thiele
- Banksia chamaephyton A.S.George
- Banksia cirsioides (Meisn.) A.R.Mast & K.R.Thiele
- Banksia coccinea R.Br.
- Banksia collina R.Br.
- Banksia columnaris (A.S.George) A.R.Mast & K.R.Thiele
- Banksia comosa (Meisn.) A.R.Mast & K.R.Thiele
- Banksia concinna (R.Br.) A.R.Mast & K.R.Thiele
- Banksia conferta A.S.George
- Banksia corvijuga (A.S.George) A.R.Mast & K.R.Thiele
- Banksia croajingolensis Molyneux & Forrester
- Banksia cuneata A.S.George
- Banksia cunninghamii Sieber ex Rchb.
- Banksia cynaroides (C.A.Gardner) A.R.Mast & K.R.Thiele
- Banksia cypholoba (A.S.George) A.R.Mast & K.R.Thiele
- Banksia dallanneyi A.R.Mast & K.R.Thiele
- Banksia densa A.R.Mast & K.R.Thiele
- Banksia dentata L.f.
- Banksia dolichostyla (A.S.George) K.R.Thiele
- Banksia drummondii (Meisn.) A.R.Mast & K.R.Thiele
- Banksia dryandroides W.Baxter ex Sweet
- Banksia echinata (A.S.George) A.R.Mast & K.R.Thiele
- Banksia elderiana F.Muell. & Tate
- Banksia elegans Meisn.
- Banksia epica A.S.George
- Banksia epimicta (A.S.George) A.R.Mast & K.R.Thiele
- Banksia ericifolia L.f.
- Banksia erythrocephala (C.A.Gardner) A.R.Mast & K.R.Thiele
- Banksia falcata (R.Br.) A.R.Mast & K.R.Thiele
- Banksia fasciculata (A.S.George) A.R.Mast & K.R.Thiele
- Banksia fililoba (A.S.George) A.R.Mast & K.R.Thiele
- Banksia foliolata (R.Br.) A.R.Mast & K.R.Thiele
- Banksia foliosissima (C.A.Gardner) A.R.Mast & K.R.Thiele
- Banksia formosa (R.Br.) A.R.Mast & K.R.Thiele
- Banksia fraseri (R.Br.) A.R.Mast & K.R.Thiele
- Banksia fuscobractea (A.S.George) A.R.Mast & K.R.Thiele
- Banksia gardneri A.S.George
- Banksia glaucifolia A.R.Mast & K.R.Thiele
- Banksia goodii R.Br.
- Banksia grandis Willd.
- Banksia grossa A.S.George
- Banksia heliantha A.R.Mast & K.R.Thiele
- Banksia hewardiana (Meisn.) A.R.Mast & K.R.Thiele
- Banksia hiemalis (A.S.George) K.R.Thiele
- Banksia hirta A.R.Mast & K.R.Thiele
- Banksia hookeriana Meisn.
- Banksia horrida (Meisn.) A.R.Mast & K.R.Thiele
- Banksia idiogenes (A.S.George) A.R.Mast & K.R.Thiele
- Banksia ilicifolia R.Br.
- Banksia incana A.S.George
- Banksia insulanemorecincta (A.S.George) A.R.Mast & K.R.Thiele
- Banksia integrifolia L.f.
- Banksia ionthocarpa (A.S.George) A.R.Mast & K.R.Thiele
- Banksia kippistiana (Meisn.) A.R.Mast & K.R.Thiele
- Banksia laevigata Meisn.
- Banksia lanata A.S.George
- Banksia laricina C.A.Gardner
- Banksia lemanniana Meisn.
- Banksia lepidorhiza (A.S.George) A.R.Mast & K.R.Thiele
- Banksia leptophylla A.S.George
- Banksia lindleyana Meisn.
- Banksia littoralis R.Br.
- Banksia lullfitzii C.A.Gardner
- Banksia marginata Cav.
- Banksia media R.Br.
- Banksia meganotia (A.S.George) A.R.Mast & K.R.Thiele
- Banksia meisneri Lehm.
- Banksia menziesii R.Br.
- Banksia micrantha A.S.George
- Banksia mimica (A.S.George) A.R.Mast & K.R.Thiele
- Banksia montana (C.A.Gardner ex A.S.George) A.R.Mast & K.R.Thiele
- Banksia mucronulata (R.Br.) A.R.Mast & K.R.Thiele
- Banksia nana (Meisn.) A.R.Mast & K.R.Thiele
- Banksia neoanglica (A.S.George) Stimpson & J.J.Bruhl
- Banksia nivea Labill.
- Banksia nobilis (Lindl.) A.R.Mast & K.R.Thiele
- Banksia nutans R.Br.
- Banksia oblongifolia Cav.
- Banksia obovata A.R.Mast & K.R.Thiele
- Banksia obtusa (R.Br.) A.R.Mast & K.R.Thiele
- Banksia occidentalis R.Br.
- Banksia octotriginta (A.S.George) A.R.Mast & K.R.Thiele
- Banksia oligantha A.S.George
- Banksia oreophila A.S.George
- Banksia ornata F.Muell. ex Meisn.
- Banksia pallida (A.S.George) A.R.Mast & K.R.Thiele
- Banksia paludosa R.Br.
- Banksia parva (A.S.George) K.R.Thiele
- Banksia pellaeifolia A.R.Mast & K.R.Thiele
- Banksia penicillata (A.S.George) K.R.Thiele
- Banksia petiolaris F.Muell.
- Banksia pilostylis C.A.Gardner
- Banksia plagiocarpa A.S.George
- Banksia platycarpa (A.S.George) A.R.Mast & K.R.Thiele
- Banksia plumosa (R.Br.) A.R.Mast & K.R.Thiele
- Banksia polycephala (Benth.) A.R.Mast & K.R.Thiele
- Banksia porrecta (A.S.George) A.R.Mast & K.R.Thiele
- Banksia praemorsa Andrews
- Banksia prionophylla A.R.Mast & K.R.Thiele
- Banksia prionotes Lindl.
- Banksia prolata A.R.Mast & K.R.Thiele
- Banksia proteoides (Lindl.) A.R.Mast & K.R.Thiele
- Banksia pseudoplumosa (A.S.George) A.R.Mast & K.R.Thiele
- Banksia pteridifolia (R.Br.) A.R.Mast & K.R.Thiele
- Banksia pulchella R.Br.
- Banksia purdieana (Diels) A.R.Mast & K.R.Thiele
- Banksia quercifolia R.Br.
- Banksia recurvistylis K.R.Thiele
- Banksia repens Labill.
- Banksia robur Cav.
- Banksia rosserae Olde & Marriott
- Banksia rufa A.R.Mast & K.R.Thiele
- Banksia rufistylis (A.S.George) A.R.Mast & K.R.Thiele
- Banksia saxicola A.S.George
- Banksia scabrella A.S.George
- Banksia sceptrum Meisn.
- Banksia sclerophylla (Meisn.) A.R.Mast & K.R.Thiele
- Banksia seminuda (A.S.George) Rye
- Banksia seneciifolia (R.Br.) A.R.Mast & K.R.Thiele
- Banksia serra (R.Br.) A.R.Mast & K.R.Thiele
- Banksia serrata L.f.
- Banksia serratuloides (Meisn.) A.R.Mast & K.R.Thiele
- Banksia sessilis (Knight) A.R.Mast & K.R.Thiele
- Banksia shanklandiorum (Randall) A.R.Mast & K.R.Thiele
- Banksia shuttleworthiana (Meisn.) A.R.Mast & K.R.Thiele
- Banksia solandri R.Br.
- Banksia speciosa R.Br.
- Banksia sphaerocarpa R.Br.
- Banksia spinulosa Sm.
- Banksia splendida A.R.Mast & K.R.Thiele
- Banksia squarrosa (R.Br.) A.R.Mast & K.R.Thiele
- Banksia stenoprion (Meisn.) A.R.Mast & K.R.Thiele
- Banksia strictifolia A.R.Mast & K.R.Thiele
- Banksia stuposa (Lindl.) A.R.Mast & K.R.Thiele
- Banksia subpinnatifida (C.A.Gardner) A.R.Mast & K.R.Thiele
- Banksia subulata (C.A.Gardner) A.R.Mast & K.R.Thiele
- Banksia telmatiaea A.S.George
- Banksia tenuis A.R.Mast & K.R.Thiele
- Banksia tortifolia (Kippist ex Meisn.) A.R.Mast & K.R.Thiele
- Banksia tricuspis Meisn.
- Banksia tridentata (Meisn.) B.D.Jacks.
- Banksia trifontinalis (A.S.George) A.R.Mast & K.R.Thiele
- Banksia undata A.R.Mast & K.R.Thiele
- Banksia verticillata R.Br.
- Banksia vestita (Meisn.) A.R.Mast & K.R.Thiele
- Banksia victoriae Meisn.
- Banksia vincentia Stimpson & P.H.Weston
- Banksia violacea C.A.Gardner
- Banksia viscida (A.S.George) A.R.Mast & K.R.Thiele
- Banksia wonganensis (A.S.George) A.R.Mast & K.R.Thiele
- Banksia xylothemelia (A.S.George) A.R.Mast & K.R.Thiele
- Banksia zygocephala K.R.Thiele